# 比魯阿卡
比魯阿卡（Biruaca）是委內瑞拉的城市，由阿普雷州負責管轄，位於該國中部，距離首都卡拉卡斯約400公里，始建於十八世紀晚期，面積1,281平方公里，2001年人口60,204。